# Campanya del Caucas
|  | Aquest article tracta sobre la Primera Guerra Mundial . Si cerqueu la Segona Guerra Mundial , vegeu «Fall Blau». |

El front del Caucas o Campanya del Caucas són els termes utilitzats per la historiografia per descriure els combats entre l'Exèrcit rus i l'Exèrcit otomà en l'àmbit de la Primera Guerra Mundial a la regió del Caucas, territori que tant l'Imperi Rus (membre dels Aliats) com l'Imperi Otomà (membre de les Potències Centrals) desitjaven controlar de cara a la postguerra. En la historiografia russa és típicament considerada com un escenari diferent de la Gran Guerra, mentre que les fonts occidentals tendeixen a veure-la com una més de les campanyes de l'escenari del front oriental o del Pròxim Orient.
El front abastava des del Caucas fins a l'Anatòlia Oriental i l'Iran, arribant tan lluny com Trebisonda, Bitlis, Muş i Van a l'oest, i Tabriz a l'est. La guerra terrestre va ser acompanyada per atacs de l'Armada Imperial russa a la zona de la mar Negra de l'Imperi Otomà.
L'avanç rus al front del Caucas es va aturar el 1917 a causa de la Revolució russa, i les forces russes de la línia de front van ser reemplaçades per les tropes de la recentment sorgida República Democràtica d'Armènia (que incloïen Unitats de Voluntaris Armenis i Unitats irregulars armènies) i de la República Democràtica de Geòrgia. Juntament amb Alemanya, l'Imperi Otomà va signar el Tractat de Brest-Litovsk amb Rússia, reconeixent formalment el control otomà d'Ardahan, Kars i Batum. La subsegüent breu guerra entre l'Imperi Otomà, d'una banda, i la República Democràtica d'Armènia i la República Democràtica de Geòrgia, per un altre, va acabar en una derrota per a aquests últims i en la signatura del Tractat de Batum. No obstant això, els efectes d'aquest acord van ser anul·lats pocs mesos després, quan l'Imperi Otomà va acceptar la seva pròpia derrota a la Primera Guerra Mundial, signant l'Armistici de Mudros.

## La declaració de guerra
Tot i que abans de la Primera Guerra Mundial ja hi havia una aliança prèvia entre l'Imperi Alemany, l'Imperi Austrohongarès i l'Imperi Otomà, quan es va declarar la guerra a l'agost de 1914 l'Imperi Otomà va romandre neutral en un primer moment. El 14 de desembre de 1914, el xeic Ul-Islam va proclamar, en nom del Califat, la Guerra Santa islàmica contra el Regne Unit, França, Rússia i Montenegro. És, doncs, en aquesta data quan es pot considerar que es va activar el front del Caucas, on entraven en contacte dos dels contendents: l'Imperi Otomà i l'Imperi Rus.

Els combats entre russos i otomans al Caucas

## Participants

### L'Imperi Otomà
A l'esclatar la guerra en aquest front, el principal objectiu de l'Imperi Otomà era recuperar els territoris en l'Anatòlia oriental que havia perdut a conseqüència de la guerra russo-turca de 1877-1878. Els otomans van desplegar a la regió dos exèrcits, el 2n Exèrcit i el 3r Exèrcit. Les forces militars otomanes eren molt nombroses (es calcula que les componien entre 100.000 i 190.000 soldats), però estaven pobrament equipades, especialment per a les condicions hivernals.

### L'Imperi rus
Al març de 1915 van quedar patents els objectius de l'Imperi Rus en la campanya, quan el ministre d'Afers Estrangers rus Serguei Sazónov (Серге́й Дми́триевич Сазо́нов) va presentar als ambaixadors britànic, George Buchanan, i francès, Maurici Paléologue, la petició que es reconeguessin les seves últimes demandes territorials per al final de la guerra, que eren la possessió de la ciutat de Constantinoble, els estrets de Bòsfor i els Dardanels juntament amb la mar de Màrmara, el sud de Tràcia fins a la línia Enez-Midia, així com parts de la costa meridional de la mar Negra i de l'Anatòlia, entre el Bòsfor, el riu Sangari i punts indeterminats prop de la badia d'Esmirna. El règim tsarista rus planejava reemplaçar a la població musulmana del nord d'Anatòlia i d'Istanbul amb gents més fiables per a ell, com els colonitzadors cosacs. Aquests documents van ser posteriorment publicats pel diari rus Izvéstia al febrer de 1917, amb l'objectiu de guanyar-se el suport del públic armeni per la Revolució russa.
L'exèrcit rus destacat en el Caucas estava format al començament per uns cent mil homes sota el comandament nominal de governador general del Caucas, Illarion Vorontsov-Dashkov. No obstant això, el comandament real ho exercia el cap d'Estat Major, el general Nikolai Iudénitx, un dels més reeixits generals russos de la Primera Guerra Mundial. A causa de les derrotes sofertes pels russos en els inicis del conflicte a les mans dels alemanys en les batalles de Tannenberg i dels Llacs Masurians, els russos van traslladar gairebé la meitat de les seves forces al front oriental, deixant així menys de seixanta mil homes per enfrontar-se a un possible atac de l'exèrcit otomà.

### Armènia
Ja abans de la guerra s'havien efectuat intents per atraure els armenis al procés de colonització russa de la regió. Després de la conquesta russa de Transcaucàsia a la dècada del 1820, el comte Paskevitx, qui havia dirigit la campanya russa, «va distribuir generosament terres a 124.000 armenis que havien emigrat des de Pèrsia i Turquia». En la dècada del 1890, durant els fets coneguts com les Massacres hamidianes, una altra onada d'armenis va arribar des de l'Imperi Otomà i es va assentar a Transcaucàsia.
A l'octubre i novembre de 1917, els regiments regulars russos van desertar massivament de la línia de front amb motiu de la Revolució russa. En aquesta situació, es va reorganitzar, al desembre de 1917, un cos d'Unitats Voluntàries Armènies al comandament del general Tovmas Nazarbekian, amb Drastamat Kanayan (conegut com «Dro») com a comissari civil. La línia de front tenia tres sectors principals, sota el comandament de Movses Silikyan, Andranik Ozanian i Mijáil Arechian. Una altra unitat regular estava manada pel coronel Korganian. Hi havia destacaments guerrillers partisans armenis (més de 40.000 homes) acompanyant aquestes unitats principals. La línia des de Van fins a Erzincan es va organitzar amb aquestes unitats. S'esmenta que Andranik Ozanian tenia 150.000 homes en els prop de 400 km de frontera (en una zona d'alta muntanya, amb ports molt localitzats). El 1918, el Daixnak (Moviment Nacional d'Alliberament Armeni) va proclamar la República Democràtica d'Armènia mitjançant el Congrés Armeni dels Armenis Orientals (unificat del Concili Nacional Armeni) amb la dissolució de la República Federativa Democràtica de Transcaucasia. Tovmas Nazargekian es va convertir en el comandant en cap de tot l'Estat armeni, mentre que Andranik Ozanian va prendre el comandament de la zona de guerra a l'interior de l'Imperi Otomà.

### L'Imperi britànic
El 1917, els Aliats van decidir enviar una missió militar de suport a aquest sector, que es va posar al comandament de Lionel Dunsterville. La força aliada (coneguda com Dunsterforce, pel nom del seu comandant) estava composta per uns mil homes; es tractava de tropes d'elit formades per australians, britànics, canadencs i neozelandesos, recolzats per alguns carros blindats. Aquesta unitat va col·laborar amb uns tres mil homes de les tropes russes revolucionàries (l'Exèrcit Roig) per evitar que s'establís una Transcaucàsia independent, així com per donar suport a la Dictadura del Caspi Central.

## La campanya de 1914
En comparació amb els seus aliats, el generalat otomà i la seva organització van demostrar ser negligents en aquests primers compassos de la lluita. No obstant això, el front del Caucas va tenir l'efecte de distreure recursos als russos, detraient forces dels fronts en Polònia i la Galítsia i donant així l'oportunitat a les Potències Centrals d'assolir la victòria en el front oriental, fins i tot si els otomans resultaven perdedors en el Caucas. Els alemanys van proporcionar els recursos sol·licitats pels otomans, i el 3r Exèrcit otomà va ser utilitzat com a carn de canó per assolir aquesta distracció. El 1914, el Ministre de Guerra otomà, Enver Paixà, qui manava al 3r Exèrcit, va voler envoltar als exèrcits russos entre Sarıkamış i Ardahan.

### La batalla de Sarıkamış

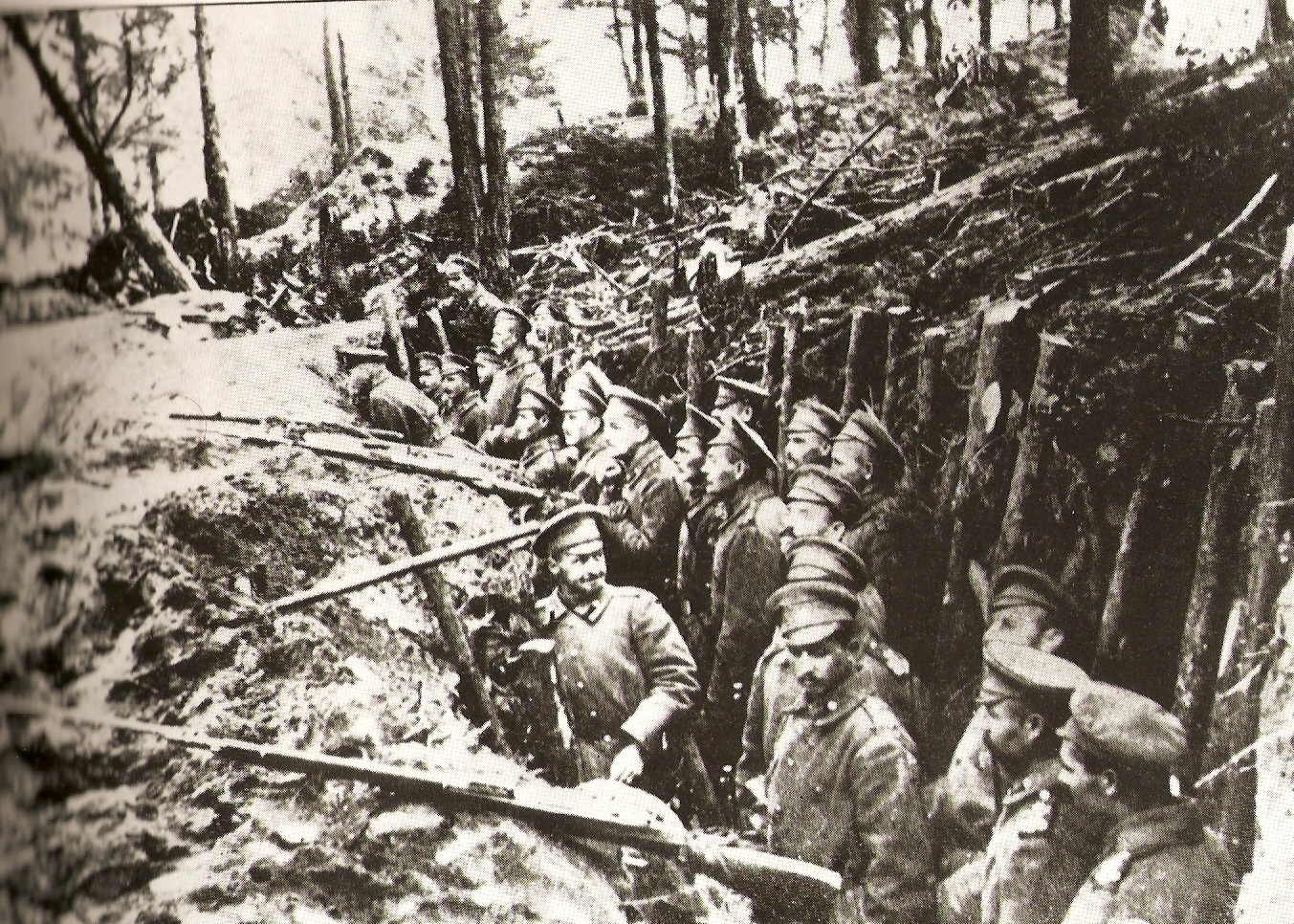
Trinxeres russes al bosc de Sarıkamış

Els russos van ser els primers a travessar la frontera, prenent les ciutats de Bayazid i Köprüköy. Al mateix temps, el 3r Exèrcit otomà d'Enver va rebre l'ordre d'avançar cap a Kars, disposant de les seves bases de rereguarda en Erzurum, a gairebé 100 km de distància de la frontera i a gairebé 1000 del ferrocarril que li comunicava amb Constantinoble. El pla d'Enver era el de dur a terme un moviment envoltant per atrapar en una bossa o setge a l'exèrcit rus a Sarıkamış, que pensava que podria aconseguir-ho el 25 de desembre com a màxim. Així, la seva ala esquerra va avançar fins Ardahan, uns 100 km més enllà de Sarıkamış.
Per oposar-se a l'avanç del 3r Exèrcit otomà, el governador Illarion Vorontsov-Dashkov va planejar replegar a l'Exèrcit rus del Caucas cap a Kars. Nikolai Iudénitx va menysprear els desitjos de Vorontsov, mantenint les seves posicions en Sarıkamış. L'ala esquerra del 3r Exèrcit otomà, per la seva banda, va arribar a Ardahanel 1r de gener de 1915. Però la missió militar alemanya destacada al costat d'Enver Paià no estava d'acord a llançar un atac en aquest territori en aquest moment, ja que pensava que l'exèrcit alemany podria donar millor suport al llarg de la primavera i estiu. Enver va assumir personalment el comandament del 3r Exèrcit i va ordenar la batalla contra les tropes russes. La batalla de Sarıkamış, que es va lliurar entre el 29 de desembre de 1914 i el 4 de gener de 1915, va ser una sonada derrota per al 3r Exèrcit otomà. Només el 10% d'aquest Exèrcit va aconseguir retirar-se a les posicions inicials. Les baixes sofertes pels otomans es xifren entre 75.000 i 90.000 homes. Enver, després del fracàs, va deixar el comandament del 3r Exèrcit.

### L'avanç otomà cap a Tabriz
Una petita força otomana va avançar igualment al desembre de 1914 des de Van cap a l'interior de Pèrsia. Aquesta força va trobar poca oposició, ocupant breument Tabriz. L'avanç obeïa a l'esperança que s'aconseguís provocar una revolta dels kurds. Tant russos com britànics van apostar forces al nord de Pèrsia per repel·lir a les unitats otomanes, que van retrocedir fins a la seva frontera després de la derrota soferta pel 3r Exèrcit otomà en Sarıkamış.

## La campanya de 1915
Al febrer de 1915, el general Iudénitx va ser lloat per la victòria aconseguida i ascendit perquè ostentés el comandament de totes les tropes russes desplegades al Caucas. Els Aliats van sol·licitar de Rússia un atac en el front oriental que s'alleugés la pressió que els alemanys exercien contra ells en el front occidental, al que Rússia va respondre sol·licitant al seu torn als Aliats que col·laboressin alleujant la pressió que ells mateixos patien al Caucas amb un atac naval (vegeu també Teatre d'operacions de la Mar Negra). Com a resposta a aquesta última petició, les operacions en els Dardanels (batalla de Gal·lípoli), amb un possible avanç en direcció a la capital otomana, van ajudar a les forces russes en aquest front durant 1915.
Els objectius perseguits per l'Imperi rus en aquesta campanya eren limitats, ja que s'acontentaven amb avançar des Kars cap al sud, cap al llac Van, per assegurar la línia de comunicacions a Pèrsia. D'altra banda, el governador Illarion Vorontsov-Dashkov, amb l'aprovació de Sergei Sazonov, ministre d'Afers Estrangers rus, planejava provocar la insurrecció dels armenis de la zona, de religió cristiana, majoritaris a la regió tot i que la política de russificació al Caucas havia fet que molts turcs fugits d'aquesta zona s'assentessin a la regió de Van.
D'altra banda, Enver pensava que la derrota soferta a la batalla de Sarıkamış s'havia causa de l'atac sofert en aquesta batalla per part d'unitats d'origen armeni que combatien en l'Exèrcit rus, les quals estaven parcialment formades per ciutadans turcs d'origen armeni. Per això, durant l'hivern les tropes del 3r Exèrcit otomà van començar a saquejar els pobles armenis de la regió i a matar membres de la minoria armènia. Es plantejava d'aquesta manera l'inici de l'anomenat Genocidi armeni.

### La resistència de Van

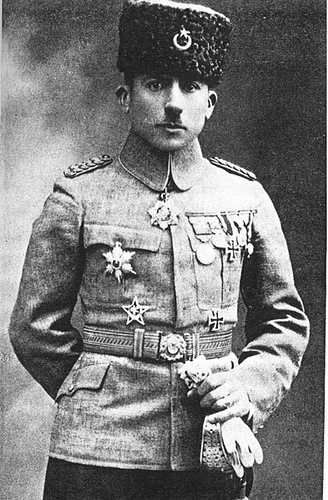
Rafael de Nogales Méndez, un oficial de veneçolà que servia a l'Exèrcit otomà, va lluitar en el setge de Van i va donar una descripció detallada del setge i de les atrocitats que el van seguir en el seu llibre Quatre anys sota la Mitja Lluna

El 16 d'abril, l'administrador turc de la regió de Van va ordenar l'execució de cinc líders nacionalistes armenis, després de tenir notícia de l'avanç de l'Exèrcit rus del general Nikolai Iudénitx cap a la zona.
El 20 d'abril es van iniciar lluites a la ciutat de Van (l'anomenada Resistència de Van) quan una dona armènia va voler intentar entrar a la ciutat, ajudada per alguns armenis, mentre que uns soldats otomans ho van impedir, disparant sobre el grup, amb el resultat de diversos morts. Els armenis van organitzar grups armats per protegir els gairebé trenta mil residents i quinze mil refugiats en una àrea de prop d'1 km² al barri armeni i el barri d'Aigestan, amb un total d'uns mil cinc cents homes, als quals se li van proporcionar tres-cents rifles, mil pistoles i algunes armes antigues. El conflicte va durar fins que el general Iudénitx va arribar al lloc.
Per la seva banda, el general Nikolai Iudénitx va iniciar l'ofensiva dins de territori otomà, dirigint-se cap al llac Van, a l'Armènia Otomana, amb una brigada de cosacs del Transbaikal sota el comandament del general Trukhin i alguns voluntaris armenis per alliberar els armenis assetjats a Van. El dia 16 hi va haver un bombardeig de 46 trets com a senyal perquè es retiressin les unitats otomanes. A l'endemà, els armenis s'havien apoderat de tot el lloc. Poc després, una avançada de l'exèrcit rus, consistent en voluntaris armenis, va arribar al lloc, seguida dels soldats regulars russos. El general Iudénitx va arribar a Van, rebent les claus de la ciutat i de la seva ciutadella, i va confirmar al Govern Provisional Armeni en l'exercici de les funcions administratives, amb Aram Manukian com a governador. Els Fedaí (voluntaris armenis) van lliurar finalment la ciutat de Van als russos al maig de 1915.
Un cop assegurat el domini rus de Van, la lluita es va traslladar cap a l'est durant la resta de l'estiu.

### LaLlei de Tehciri el Genocidi armeni
Durant l'ofensiva russa a Armènia, Talat Paixà, el ministre d'Interior de l'Imperi Otomà, va ordenar el 25 de maig de 1915 una deportació forçada de tots els armenis que residien a la proximitat dels fronts de batalla, en direcció cap al sud (en els termes de la Llei de Tehcir), cap a Síria i Mossul. Talat Paixà va afirmar que els armenis de la regió s'anaven a organitzar sota el lideratge dels russos i a rebel·lar contra el govern otomà. El 30 de maig, el Consell de Ministres otomà va convalidar aquest decret. Per descomptat, els armenis de Van i d'altres punts que estaven sota l'ocupació russa es van lliurar d'aquesta deportació. Els càlculs sobre el nombre d'afectats difereixen, però un estudi neutral indicaria que en el procés de la deportació van morir al voltant d'un milió d'armenis, dels 1,3 a 2,1 milions d'armenis que es calcula que vivien en l'Imperi Otomà. Leslie Davis, cònsol dels Estats Units d'Amèrica a Erzurum, sorprès pels escassos armenis de sexe masculí que va veure en Kharput, un dels controls de trànsit establerts pels otomans, va deduir que havien estat assassinats pel camí, afegint:
| « | Els turcs ja han triat a les noies i als nois més bells de tots. Els utilitzaran com esclaus, si no és que els fan servir per a fins molt més infames. | » |

D'altra banda, l'estat intern de l'Imperi Otomà, un país endarrerit incapaç de proveir les seves pròpies tropes en el camp de batalla, va contribuir a intensificar els efectes de la deportació, elevant encara més el nombre de morts.

### La presa de Malazgirt
Pocs dies després, ja al juliol, les tropes russes van prendre Malzagirt. En aquest moment, el general Iudénitx, comandant en cap dels russos, creia que les forces otomanes a la zona eren febles, només formades per tres o quatre divisions. En realitat, Paixà Abdul Kerim, el comandant otomà, tenia vuit divisions aprovisionades i reforçades. El general rus al comandament del front d'avanç, Oganovski, va estar lent a l'hora d'aprofitar la situació, ja que no va sortir de Van fins al juliol.
Encara en juliol, els russos d'Oganovski van llançar una ofensiva a les muntanyes occidentals de Malzagrit. No obstant això, havien subestimat els efectius otomans, de manera que van ser sorpresos per una gran força otomana que va contraatacar. Els russos es van retirar, abandonant Van.

### Canvis en el comandament rus
El 24 de setembre, el gran duc Nicolau, qui havia estat destituït com a comandant en cap de l'Exèrcit Rus, va ser posat al comandament de totes les forces russes del Caucas. No obstant això, Nicolás deixar la direcció de la guerra a mans del general Iudénitx. En qualsevol cas, el front es va mantenir tranquil des d'octubre fins a finals de 1915.

## La campanya de 1916
L'hivern no és el temps usual per a activitats militars en aquesta part de món. El fred atroç i els camins en pèssim estat havien contribuït enormement a l'aniquilació del 3r Exèrcit d'Enver Paixà l'any anterior, amb temperatures que havien arribat als -31 °C, però el general rus Iudénitx va veure això com una oportunitat de prendre per sorpresa als otomans.

### La batalla de Koprukoy
A principis de gener de 1916, l'exèrcit rus va deixar, desapercebut per als otomans, les casernes d'hivern i va marxar cap a Erzurum, la major fortalesa otomana. Els comandaments otomans no esperaven que l'enemic avancès durant l'hivern. L'embat rus es va centrar en les unitats otomanes del XI Cos d'exèrcit (les divisions 18a, 33a i 34a), a què el comandament otomà va enviar les escasses reserves amb què comptava en el sector i alguns regiments del IX Cos. Malgrat això, el 14 de gener les unitats russes ja havien trencat la línia enemiga i durant els tres dies següents van prendre les defenses de Köprüköy; el 18 s'acostaven a Hasankale, a mig camí d'Erzurum. En només una setmana de combats, la situació otomana es va tornar desesperada.
En aquests primers combats de la campanya hivernal de 1916, els otomans van patir unes deu mil baixes entre morts i ferits. Altres quaranta mil, batuts pels russos, es van refugiar en la fortalesa d'Erzurum, objectiu de l'ofensiva enemiga. Altres cinc mil otomans van caure presoners dels russos i una quantitat similar va desertar. El gruix de les pèrdues les va patir el XI Cos d'Exèrcit, la dotació del qual va quedar reduïda en un 70%.

### La batalla d'Erzurum
Mentre que l'exèrcit rus i els seus canons pesats continuaven marxant en direcció cap a Erzurum, una segona divisió otomana va ser aniquilada al poble de Tafta el 14 de febrer per una altra força russa que va atacar inesperadament des del nord. El comandant otomà d'Erzurum, Kerim Paixà, qui no estava preparat per a un setge o que va perdre els nervis, en comptes de defensar el fort, va retirar l'exèrcit el dia 15. Els russos van entrar en Erzurum sense més oposició el 16 de febrer. Els russos es van apoderar de 320 canons, gairebé tota l'artilleria otomana de la fortalesa, van fer cinc mil presoners i van infligir altres deu mil baixes a l'enemic. El gruix de les baixes les va patir el X Cos d'Exèrcit, encara que la 34a Divisió del XI Cos també va ser aniquilada. La caserna general de l'3r Exèrcit otomà es va traslladar a Erzincan, amb instal·lacions bastant pitjors que les perdudes en Erzurum.
Després de la presa d'Erzurum, l'exèrcit del Caucas del general Iudénitx es va moure en dues direccions: una part va anar cap al nord i va conquierir l'antiga ciutat de Trebisonda a l'abril, mentre que la resta va avançar en direcció a Muş-Bitlis.

### La batalla de Bitlis en febrer
Mentre Iudénitx es trobava al nord pressionant el 3r Exèrcit otomà, el 2n Exèrcit otomà era al sud enfrontant-se a la insurgència i a una part de l'exèrcit rus al comandament del general Tovmas Nazarbekian, així com al destacament d'Unitats Voluntàries Armènies manades per Andranik Toros Ozanian. Aquestes unitats van empènyer al 2n Exèrcit cap a l'interior d'Anatòlia, apoderant-se de Muş en la batalla de Bitlis i desgastant al desmoralitzat exèrcit otomà abans d'aquesta acció. En Bitlis es trobava l'últim bastió de defensa l'exèrcit otomà per intentar evitar un moviment rus en direcció cap a l'Anatòlia Central i a Mesopotàmia. Després de la seva captura, l'exèrcit otomà va sol·licitar a Mustafà Kemal que organitzés la defensa de la regió. Quan Mustafà Kemal va ser nomenat per al lloc, les forces enemigues estaven en constant avanç.
L'únic punt favorable per als otomans va ser la reconquesta per part del general Mustafà Kemal de Muş i Bitlis a l'agost de 1916. No obstant això, els russos van expulsar novament a les tropes de Kemal d'aquestes ciutats. La lluita al voltant de la riba occidental del llac Van continuar durant l'estiu, però sense donar resultats concloents.

### La batalla de Trebisonda
L'exèrcit del Caucas del general Iudénitx va conquerir l'antiga ciutat de Trebisonda a l'abril. A l'exèrcit otomà, ja sota el comandament d'un nou cap, Vehip Paixà, se li va ordenar reconquerir-la. Es va organitzar una força militar, que va ser enviada avançant al llarg de la costa al juny de 1916, però els russos van dificultar l'avanç, ja que en aquest moment l'Armada russa dominava la mar Negra. El general Iudénitx va desbaratar l'atac otomà amb una nova ofensiva en direcció a Erzincan (vegeu la batalla d'Erzincan) que va començar el 2 de juliol. El 25 de juliol els russos es van apoderar d'Erzincan, van aturar l'ofensiva enemiga contra Trebisonda i els otomans van intentar estabilitzar la línia del front de l'est d'Erzincan. En la sèrie de batalles de la campanya de juliol, els russos van fer uns disset mil presoners i van infligir un nombre semblant de baixes als otomans.
L'agost, els otomans van emprendre una contraofensiva des del sector sud del front amb les unitats del 2n Exèrcit, arribat des de l'oest per reforçar al 3r Exèrcit. El 2n Exèrcit comptava amb abundants forces: el III Cos d'Exèrcit amb les divisions 1a, 7a, 14a i 53a, el II Cos amb les divisions 11a i 12a, el IV Cos amb les divisions 47a i 48a, i el XVI Cos amb les divisions 5a i 8a. La 3a Divisió de Cavalleria Regular i cinc batallons d'artilleria pesada completaven la unitat.

## La campanya de 1917
Les circumstàncies d'altres fronts i les polítiques van fer que durant 1917 no tinguessin lloc combats destacats en el Caucas. Així, l'atenció de l'Imperi Otomà es va centrar a Mesopotàmia, on tropes de l'Exèrcit britànic ascendien per l'Eufrates des de Kuwait, o a Palestina, on tropes britàniques i àrabs avançaven cap al nord. Per la seva banda, l'Imperi Rus es va centrar en la situació en el front oriental.
En qualsevol cas, els russos havien fet plans per a un renovat atac contra les posicions otomanes el 1917, però el caos que va causar la Revolució russa va imposar una detenció de totes les operacions militars. El nou govern va destituir al gran duc Nicolau del comandament i va traslladar al general Iudénitx a càrrecs sense importància en l'Àsia central (amb el qual aquest va optar per retirar-se de l'exèrcit). Els otomans, sota la gran pressió que patien per part dels britànics a Palestina i Mesopotàmia, van retirar la majoria de les seves forces i les van enviar cap al sud.
Durant la resta de 1917, l'exèrcit rus es va anar desintegrant lentament, fins que va deixar de ser una força militar efectiva.

## La campanya de 1918
En la campanya de 1918 es van reprendre les operacions per part de l'Exèrcit otomà, tot i que els bolxevics ja havien acceptat, des de principis d'any, la signatura d'un tractat de pau, el Tractat de Brest-Litovsk.
No obstant això, en aquest cas l'enemic de les tropes otomanes ja no era l'Exèrcit rus ni el seu successor l'Exèrcit Roig, sinó les tropes dels nous Estats sorgits al Caucas després de l'enfonsament del tsarisme: la República Democràtica de Geòrgia i la República Democràtica d'Armènia, successores de l'efímera Federació de Transcaucàsia.

### El tractat de Brest-Litovsk
El Gran Visir Talat Paixà va signar el 3 de març de 1918 el Tractat de Brest-Litovsk en nom de l'Imperi Otomà amb l'RSFS de Rússia, en el qual s'estipulava que els bolxevics russos cedien Batum, Kars i Ardahan a l'Imperi Otomà (es tractava de tots els territoris arrabassats a l'Imperi Otomà durant la guerra russo-turca de 1877-1878). El Tractat estipulava igualment que la Federació de Transcaucàsia es convertiria en un nou Estat independent. Aquesta efímera federació es va partir en tres repúbliques diferents al maig d'aquest mateix any: la República Democràtica de Geòrgia, la República Democràtica d'Armènia i la República Democràtica de l'Azerbaidjan.
El 5 d'abril, Akakii Chkhenli, cap de la delegació transcaucàsica, va acceptar el tractat com a base de negociació i va contactar amb els governs als quals representava, pressionant-los per a que aprovessin aquesta posició. L'ambient que prevalia en Tbilisi era molt diferent; hi havia gran determinació en refusar les cessions territorials efectuades pels bolxevics al Caucas. Això va unir al bloc format per armenis i georgians per a la declaració conjunta de l'estat de guerra entre ells i l'Imperi Otomà.

### La batalla de Sardarapat
Després d'haver-se mantingut durant un any a la inactivitat, el 3r Exèrcit otomà finalment va iniciar a l'abril de 1918 l'ofensiva en el front del Caucas. L'única resistència que van trobar al seu avanç va ser una milícia en la República Democràtica d'Armènia molt feblement organitzada. Utilitzant així en la lluita a molt poques tropes, l'exèrcit otomà va conquerir Trebisonda, Erzurum, Kars, Van i Batumi. A principis de maig de 1918, els otomans van prosseguir l'avanç, atacant a la recentment proclamada República Democràtica d'Armènia. El conflicte va desembocar al maig en les batalles de Sardarapat, Kara Kilisse i Bash Abaran. Tot i que els armenis van poder infligir pèrdues als otomans a la batalla de Sardarapat, l'exèrcit otomà va sortir victoriós, dispersant a l'exèrcit armeni.

### El tractat de Batum
La República d'Armènia es va veure obligada a signar el Tractat de Batum al juny de 1918. No obstant això, al llarg de l'estiu de 1918, els armenis de les muntanyes de l'Alt Karabakh, acabdillats per Andranik Toros Ozanian, van proclamar la República de l'Armènia Muntanyosa i van resistir els avanços del 3r Exèrcit otomà. L'agost, van establir un govern independent en Şuşa, que en aquells dies era el centre administratiu de la regió.
Les tropes otomanes van respondre al desafiament del general Andranik i es van llançar en la seva recerca per les muntanyes de Karabakh i Zangezur. A l'octubre, un destacament de cinc mil soldats del 3r Exèrcit va localitzar a Andrianik en Şuşa. Es va entaular un dur combat, però sense resultats decisius. La Milícia Armènia, sota el comandament d'Andranik, va causar un elevat nombre de baixes al destacament otomà, que intentava avançar en direcció del riu Varanda. El combat entre els otomans i els armenis va durar fins l'Armistici de Mudros.
Després de l'armistici, l'Imperi Otomà va començar amb la retirada de les seves forces militars, de manera que les tropes armènies al comandament d'Andranik van ocupar Nagorno-Karabakh. L'armistici de Mudros va permetre al general Adrianik crear una base per a la següent fase d'expansió cap als territoris de l'est des de l'estratègic corredor que s'estén dins de Nakhtxivan.

### La batalla de Bakú

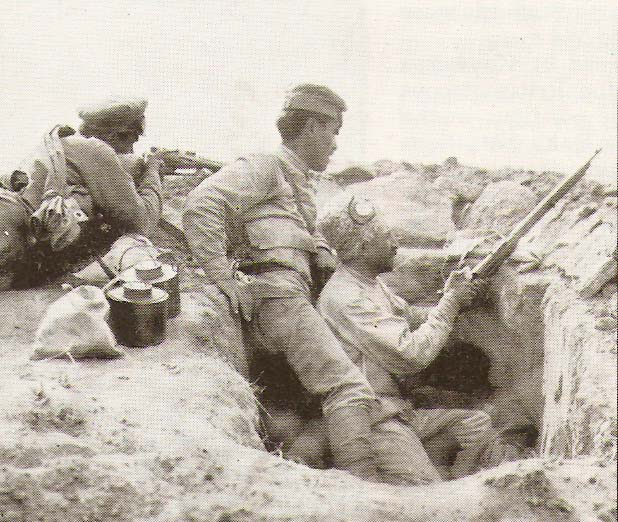
Soldats armenis durant la batalla de Bakú

Enver Paixà va assolir l'objectiu que perseguia, que no era altre que la recuperació dels territoris perduts 40 anys abans, objectiu assolit gràcies a la signatura del Tractat de Brest-Litovsk. Amb els èxits obtinguts aquests últims mesos per les tropes sota el seu comandament (encara que certament assolits amb escassa oposició real), va realimentar el somni del nacionalisme panturc, que pretenia la dominació turca de l'Àsia central, de manera que va ordenar es constituís un nou exèrcit denominat Exèrcit de l'Islam. Aquest exèrcit, d'entre catorze i quinze mil homes, estava compost íntegrament per musulmans, la majoria d'ells de llengua turca. El juliol, va manar al recentment format Exèrcit de l'Islam que avancés en direcció cap a la Dictadura de la Càspia Central, fixant l'objectiu de prendre la ciutat de Bakú, a la mar Càspia. Aquesta nova ofensiva es va fer amb una forta oposició dels alemanys, els qui consideraven tot el sud de Rússia com la seva conquesta per dret i vedat privat per al seu gaudiment, segons les clàusules del Tractat de Brest-Litovsk, i que consideraven que poc havien ajudat els otomans en aquest front.
Sentint preocupació davant la possibilitat d'una invasió del seu territori per part de les tropes otomanes, la República Democràtica de Geòrgia va sol·licitar suport militar a l'Imperi alemany per fer front a aquesta eventualitat. Els alemanys, esperant que això servís d'advertiment per a l'Imperi Otomà i li dissuadís de apoderar-se de nous territoris, van enviar una força militar de suport a Geòrgia, al comandament del general Friedrich Freiherr Kress von Kressenstein. D'altra banda, cal recordar que l'aliança de l'Imperi Otomà amb Alemanya havia estat imposada per la necessitat, ja que Alemanya no volia a l'Imperi Otomà com a aliada, de manera que el sector alemany oposat a l'aliança amb l'Imperi Otomà va imposar en aquesta ocasió els seus punts de vista.
L'Exèrcit de l'Islam d'Enver va prendre nota de la situació, pel que va actuar en conseqüència evitant penetrar a Geòrgia i, en canvi, es va dirigir cap a la República Democràtica d'Azerbaidjan. Van arribar fins a la ciutat de Bakú, a la riba de la mar Càspia. Van ser, doncs, els soldats de l'Exèrcit de l'Islam qui van expulsar al setembre de 1918 als soldats de l'Exèrcit britànic que ocupaven aquesta ciutat (la Dunsterforce) després de derrotar-los a la batalla de Bakú.

### L'armistici de Mudros
Amb la signatura de l'Armistici de Mudros, el 30 d'octubre de 1918, es va donar per conclosa la Campanya del Caucas. D'acord amb les clàusules estipulades en el Tractat, l'Imperi Otomà, tot i haver resultat derrotat en la Campanya de Pèrsia, en la Campanya del Sinaí i Palestina i en la Campanya de Mesopotàmia, i d'haver perdut extensos territoris en altres llocs, va assolir recuperar tot el territori que havia perdut davant els russos a l'Anatòlia Oriental, sent així l'únic lloc en què va sortir victoriós en termes de conquestes territorials.

## Conseqüències
L'Imperi Otomà havia perdut la guerra que mantenia amb els Aliats, però les fronteres al Caucas no van ser modificades per això. Amb posterioritat a l'armistici, es va signar el tractat de pau entre els Aliats i les Potències Centrals, el Tractat de Versalles, el 1919, existint un Tractat diferent i posterior envers l'Imperi Otomà, el Tractat de Sèvres, signat el 10 d'agost de 1920.

### Les disputes territorials entre els nous estats
Els nous països sorgits de la desapareguda Transcaucàsia es van enfrontar ràpidament entre ells per la disputa d'alguns territoris d'atribució dubtosa, amb el qual a la Guerra georgiana-armènia de 1918 aviat li va seguir la guerra armènia-azerí de 1918-1920. D'altra banda, la Guerra d'Independència Turca duta a terme pel Moviment Nacional Turc encapçalat per Mustafà Kemal va poder retenir per a Turquia la major part del territori turc a l'est d'Anatòlia després de la signatura del Tractat d'Aleksandrópol amb Armènia.

### La sovietizació del Caucas

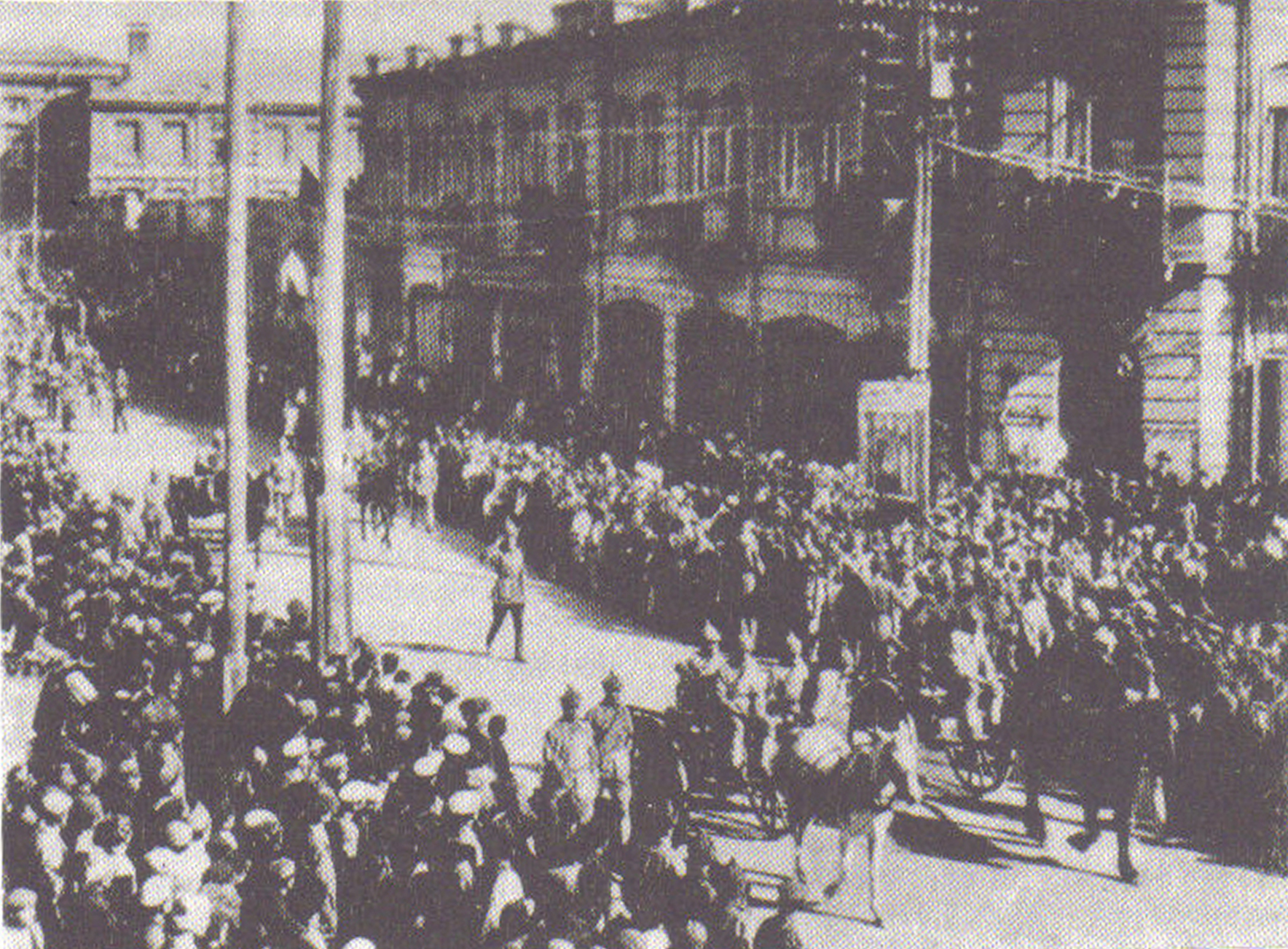
L'11è Exèrcit de l'Exèrcit Roig entrant a Erevan el 1920

A principis de 1920, l'República de l'Azerbaidjan estava travessant greus dificultats. En l'oest, els armenis encara ocupaven grans zones de territori àzeri; a l'est, els comunistes àzeris de la zona s'havien rebel·lat contra el govern; i al nord, l'Exèrcit Roig rus es movia cap al sud havent derrotat a les forces de l'Exèrcit Blanc del general Denikin. El 27 d'abril de 1920, el Govern de la República Democràtica d'Azerbaidjan va rebre la notícia que l'exèrcit soviètic estava a punt de travessar la frontera nord i envair la república. Davant tal difícil situació, el Govern es va rendir oficialment als soviètics, però molts generals i milicians àzeris locals van prosseguir la resistència a l'avanç de les forces soviètiques, prenent-los algun temps als soviètics el estabilitzar la recentment proclamada República Socialista Soviètica de l'Azerbaidjan, encapçalada pel dirigent àzeri bolxevic Nariman Narimanov.
El 4 de desembre del 1920, l'Exèrcit Roig va entrar a Erevan, i el Govern de la República Democràtica d'Armènia va fer efectiva la seva rendició. El 5 de desembre, el Comitè Revolucionari Armeni (Revkom, constituït majoritàriament per armenis d'Azerbaidjan) també va entrar a la ciutat. A l'endemà, el 6 de desembre, la policia política secreta, la Txekà de Fèlix Dzerjinsk, va entrar també a la ciutat, confirmant la desaparició de la República Democràtica d'Armènia. Es va proclamar la República Socialista Soviètica d'Armènia, al front de la qual estava Aleksandr Miasnikyan.
L'ocupació soviètica de la República Democràtica de Geòrgia va dur a significatives modificacions territorials, de gairebé un terç del seu territori. Les províncies d'Artvim, Ardahan i part de Batumi es van cedir a Turquia; Armènia va prendre el control de Lorri, i l'Azerbaidjan va obtenir el districte de Zaqatala. Una part dels georgians van emigrar des dels districtes de les zones muntanyoses del Caucas, que van ser annexionats directament a la República Socialista Soviètica de Rússia.

### La finalització definitiva de les hostilitats
El final definitiu de les hostilitats al Caucas no va arribar fins al Tractat de Kars en 1922, signat per la Unió Soviètica, la Gran Assemblea Nacional de Turquia (successora de l'Imperi Otomà i que poc després va modificar el seu nom pel de Turquia, el 1923) i representants de la República Socialista Soviètica de Rússia, la República Socialista Soviètica d'Armènia, la República Socialista Soviètica de l'Azerbaidjan i la República Socialista Soviètica de Geòrgia (totes elles integrants de la Unió Soviètica després de la signatura del Tractat de Creació de l'URSS el 1921). El Tractat de Creació de l'URSS va ser signat a Kars el 23 d'octubre de 1921 i ratificat a Erevan l'11 de setembre de 1922.